# Ouézy
Ouézy est une commune française, située dans le département du Calvados en région Normandie, peuplée de 232 habitants.

## Géographie

### Localisation
Ouézy se situe au pied de coteaux argileux, à la lisière du pays d'Auge et de la plaine de Caen. S'élevant au nord de la commune, ces coteaux sont constitués de bosquets et de prairies. Au sud s'étendent des terres planes et labourables propices à la culture céréalière. La commune est baignée par le Laizon, ruisseau du bassin côtier de la Dives.
| Croissanville, Cesny-aux-Vignes | Croissanville | Magny-le-Freule |
| Cesny-aux-Vignes                | Ouézy         | Mézidon-Canon   |
| Cesny-aux-Vignes, Vieux-Fumé    | Vieux-Fumé    | Mézidon-Canon   |

### Hydrographie
La commune est située dans le bassin Seine-Normandie. Elle est drainée par le Laizon,.
Le Laizon, d'une longueur de 39 km, prend sa source dans la commune de Villers-Canivet et se jette  dans la Dives à Saint-Ouen-du-Mesnil-Oger, après avoir traversé 16 communes. Les caractéristiques hydrologiques de le Laizon sont données par la station hydrologique située sur la commune de Mézidon Vallée d'Auge. Le débit moyen mensuel est de 0,721 m3/s. Le débit moyen journalier maximum est de 4,25 m3/s, atteint lors de la crue du 17 novembre 1974. Le débit instantané maximal est quant à lui de 5,15 m3/s, atteint le 1er novembre 1974.

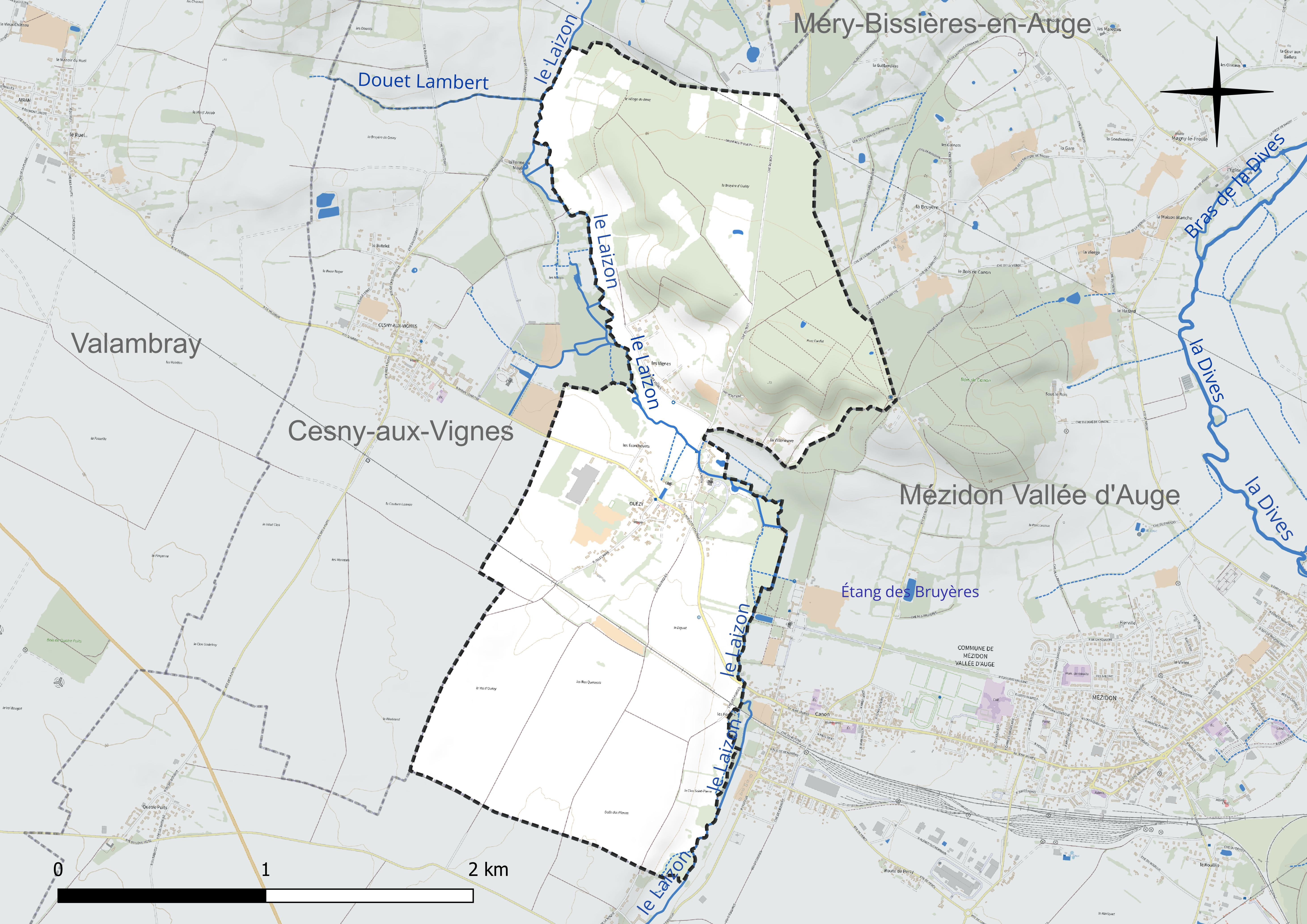
Réseau hydrographique d'Ouézy.

### Climat
Pour des articles plus généraux, voir Climat de la Normandie et Climat du Calvados.
En 2010, le climat de la commune est de type climat océanique altéré, selon une étude du CNRS s'appuyant sur une série de données couvrant la période 1971-2000. En 2020, Météo-France publie une typologie des climats de la France métropolitaine dans laquelle la commune est exposée à un climat océanique et est dans la région climatique Normandie (Cotentin, Orne), caractérisée par une pluviométrie relativement élevée (850 mm/a) et un été frais (15,5 °C) et venté. Parallèlement le GIEC normand, un groupe régional d'experts sur le climat, différencie quant à lui, dans une étude de 2020, trois grands types de climats pour la région Normandie, nuancés à une échelle plus fine par les facteurs géographiques locaux. La commune est, selon ce zonage, exposée à un « climat des plateaux abrités », correspondant à la plaine agricole de Caen à Falaise, sous le vent des collines de Normandie et proche de la mer, se caractérisant par une pluviométrie et des contraintes thermiques modérées.
Pour la période 1971-2000, la température annuelle moyenne est de 10,5 °C, avec une amplitude thermique annuelle de 12,3 °C. Le cumul annuel moyen de précipitations est de 666 mm, avec 11,7 jours de précipitations en janvier et 7,6 jours en juillet. Pour la période 1991-2020, la température moyenne annuelle observée sur la station météorologique la plus proche, située sur la commune de Mézidon Vallée d'Auge à 3 km à vol d'oiseau, est de 11,2 °C et le cumul annuel moyen de précipitations est de 782,5 mm,. Pour l'avenir, les paramètres climatiques de la commune estimés pour 2050 selon différents scénarios d'émission de gaz à effet de serre sont consultables sur un site dédié publié par Météo-France en novembre 2022.

## Urbanisme

### Typologie
Au 1er janvier 2024, Ouézy est catégorisée commune rurale à habitat dispersé, selon la nouvelle grille communale de densité à 7 niveaux définie par l'Insee en 2022.
Elle est située hors unité urbaine. Par ailleurs la commune fait partie de l'aire d'attraction de Caen, dont elle est une commune de la couronne,. Cette aire, qui regroupe 296 communes, est catégorisée dans les aires de 200 000 à moins de 700 000 habitants,.

### Occupation des sols
L'occupation des sols de la commune, telle qu'elle ressort de la base de données européenne d'occupation biophysique des sols Corine Land Cover (CLC), est marquée par l'importance des territoires agricoles (64,1 % en 2018), une proportion identique à celle de 1990 (64,1 %). La répartition détaillée en 2018 est la suivante : 
terres arables (41,5 %), forêts (30,4 %), prairies (19,9 %), zones urbanisées (5,5 %), zones agricoles hétérogènes (2,7 %). L'évolution de l'occupation des sols de la commune et de ses infrastructures peut être observée sur les différentes représentations cartographiques du territoire : la carte de Cassini (XVIIIe siècle), la carte d'état-major (1820-1866) et les cartes ou photos aériennes de l'IGN pour la période actuelle (1950 à aujourd'hui).

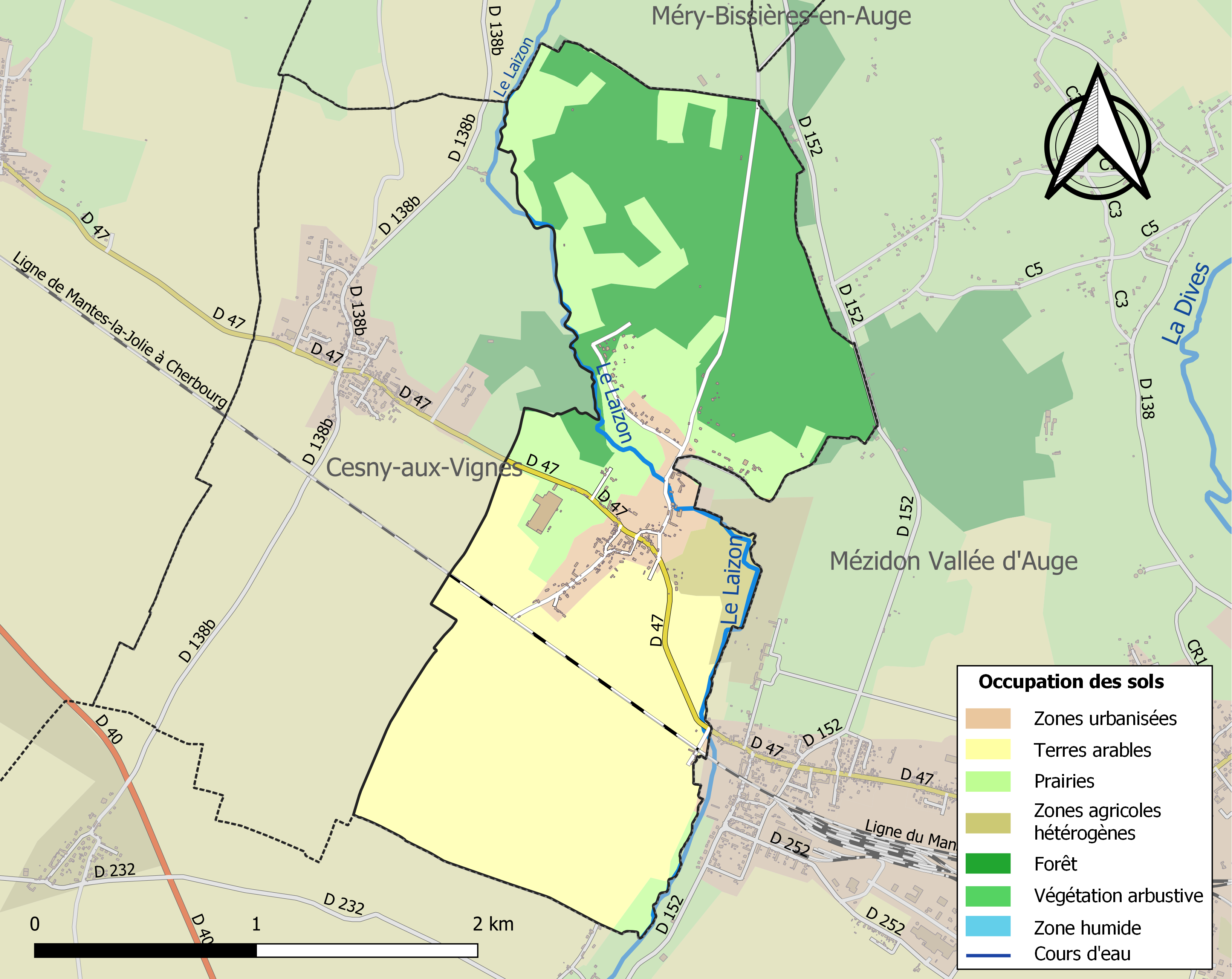
Carte des infrastructures et de l'occupation des sols de la commune en 2018 (CLC).

## Toponymie
Le nom de la localité est attesté sous la forme Oisiacum en 1025.
Le toponyme serait issu d'un anthroponyme latin ou roman tel qu'Otius ou Autius.
À l'époque médiévale, Ouézy portait le nom d'Ociciacus et se situait dans le Pagus Oximensis (comté d'Hiémois).

## Histoire

### Moyen Âge
Une partie de la paroisse d'Ouézy passe sous la dépendance de l'abbaye de Jumièges dès le début du XIe siècle. Une charte de Richard II, duc de Normandie, signée à Falaise en 1027, nous renseigne sur les donateurs de ces prés, bois, eaux, moulins et pêcheries offerts aux moines : il s'agit de trois frères nommés Evrad, Aubin et Théormar. D'autres bienfaiteurs vinrent immédiatement renforcer le domaine concédé en offrant des terres situées dans des paroisses voisines. Ainsi l'abbaye de Jumièges établit-elle bientôt un prieuré à Ouézy.
Au cours de l'été 1047, le roi Henri Ier vient prêter main-forte au jeune duc de Normandie, Guillaume le bâtard. Il aurait établi son campement au lieu-dit les Forges, sur les rives du Laizon.
En 1066, Guimont d'Ouézy, seigneur dudit lieu, combat aux côtés de Guillaume à Hastings. Cette famille blasonnera de gueules au chevron d'or accompagné de trois besans d'argent. Elle incorporera à son nom le fief d'Olendon, près Falaise.
En 1088, est attesté Hervé d'Ouézy, fils de Richard.
Au cours du XIIe siècle, le prieuré d'Ouézy s'étend encore avec des dons consentis par un seigneur voisin, Herbert de Méry. Ce dernier regrette manifestement ses libéralités et une contestation l'oppose aux moines de Jumièges. Un accord intervient entre 1127 et 1141. Cette conciliation revêt un certain éclat car elle a lieu au prieuré en présence de Jean, évêque de Lisieux, et de Guillaume, abbé de Jumièges ainsi que d'une foule de notabilités locales parmi lesquelles Hervé d'Ouézy.
Vers cette époque, Roger, seigneur de Cesny-aux-Vignes, fait lui aussi quelques dons, pour le salut de son âme et celui de ses aïeux, de trois acres de terre sises entre le marais et la route d'Ouézy à Cesny. À son tour, le fils de Roger, Guillaume de Cesny, conteste aux moines les libéralités de son père et un accord est signé en 1198 et 1213 à Ouézy « en face de toute la paroisse ». Cette charte nous renseigne sur le personnel du prieuré nommé ici par l'abbé de Jumièges. Renouf, prieur, est entouré de deux moines, Odon de Fourneville et Pierre de Caen ainsi que du prêtre Henry qui assure vraisemblablement le ministère paroissial.
À une date qui reste inconnue, Rose d'Ouézy, veuve de Guillaume Clarel, officier de l'abbaye de Jumièges, consent en compagnie de son fils à un don en faveur du prieuré. Il consiste notamment en un tiers de leur fief sis à Ouézy et en un tiers de leur vignobles situés en Angleterre. Ils abandonnent en outre leur droit de passage dans le bois des moines à Ouézy.
Avant 1250, cesse la vie monastique au prieuré d'Ouézy. À cette époque, les terres possédées ici par Jumièges sont affermées à un certain Osmond. En 1251, l'abbé de Jumièges trouve meilleur preneur. Les possessions de l'abbaye de Jumièges sont érigées en baronnie.
En 1275, Aélicie d'Ouézy cède à l'abbaye de Jumièges ses droits sur les moulins d'Ouézy.
La présence de vignobles est attestée sur les coteaux d'Ouézy au Moyen Âge ainsi que dans la commune voisine de Cesny-aux-Vignes. Au XIIIe siècle, la baronnie d'Ouézy fournit aux moines de Jumièges 100 muids de vin par an. Une charte de 1241 fait état de vignobles appartenant à Maître Thomas, d'Allemagne, près Caen et situés entre les vignes de Raoul d'Anisy et de Richard Malapert. En 1427, Jehan de Saint-Clair achète à l'abbaye de Jumièges une acre de vigne au lieu-dit le Clos-l'Abbé.

### Temps modernes
En 1650, subsistent à Canon, en direction d'Ouézy, des vignobles mal entretenus s'étendant sur une dizaine d'acres. En 1669, on cite encore la vigne Jeandun, jouxtant, près du chemin de Mézidon, les vignes vis-à-vis le petit bois, les Plates-Vignes, dites aussi vignes d'Ouésy. Des vignobles ont été réimplantés récemment[Quand ?] à Ouézy.
En 1764, de petites écoles sont attestées à Ouésy sous la baguette de Maître Pierre Pierre.

### Révolution française et Empire
1790 : la baronnie d'Ouézy va bientôt[Quand ?] échapper à l'abbaye de Jumièges. Elle est affermée à Jean Morière pour 3 130 livres.

### Époque contemporaine
En 1863, M. Adigard, propriétaire à Ouésy-sur-Laizon, fait don au département du Calvados d'un important fonds de parchemins illustrant l'histoire de la localité.
Le 5 décembre 1866, le ministre de la Justice et des Cultes accorde un secours de 1 800 francs à la commune pour la reconstruction du presbytère.
La mairie et l'école sont inaugurées le 24 octobre 1909.
Dix-sept enfants d'Ouézy perdent la vie durant la Première Guerre mondiale.
En mai 1927, a lieu un tragique fait divers à Ouézy. Par dépit amoureux, un employé des chemins de fer tire trois coups de révolver sur son ancienne fiancée. Atteinte à la tête et au bras, la victime en réchappe.
Mai 1929 : M. Delavallée est élu maire. L'adjoint est M. Desrivières.
En janvier 1936, une affaire sordide secoue la commune. Une jeune fille de 15 ans accouche d'un enfant qui meurt peu après. La mère de la parturiente fait disparaître le cadavre du nouveau-né dans le foyer de sa buanderie. Elle est condamnée à un an de prison avec sursis.
Seconde Guerre mondiale : Ouézy compte quatre morts pour la France.
Du 1er janvier 1972 au 31 décembre 2005, Ouézy forme avec la commune de Cesny-aux-Vignes, la commune de Cesny-aux-Vignes-Ouézy.

## Politique et administration

### Administration municipale
| Période      | Période      | Identité                                              | Étiquette                                             | Qualité                                               |                                                       |
| ------------ | ------------ | ----------------------------------------------------- | ----------------------------------------------------- | ----------------------------------------------------- | ----------------------------------------------------- |
| 1963         | 1971         | Jean-Louis Eymeoud                                    | SE                                                    |                                                       |                                                       |
| 1972         | 2006         | fusion avec Cesny-aux-Vignes-Ouézy entre 1972 et 2006 | fusion avec Cesny-aux-Vignes-Ouézy entre 1972 et 2006 | fusion avec Cesny-aux-Vignes-Ouézy entre 1972 et 2006 | fusion avec Cesny-aux-Vignes-Ouézy entre 1972 et 2006 |
| janvier 2006 | février 2018 | Nicolle Mauvais                                       | SE                                                    | Retraitée de l'enseignement                           |                                                       |
| avril 2018   | En cours     | Joël Duguey                                           | SE                                                    | Retraité SNCF                                         |                                                       |

Le nombre d'habitants au dernier recensement étant compris entre 100 et 499, le nombre de membres du conseil municipal est de onze dont le maire et un adjoint.

## Population et société

### Démographie
L'évolution du nombre d'habitants est connue à travers les recensements de la population effectués dans la commune depuis 1793. Pour les communes de moins de 10 000 habitants, une enquête de recensement portant sur toute la population est réalisée tous les cinq ans, les populations de référence des années intermédiaires étant quant à elles estimées par interpolation ou extrapolation. Pour la commune, le premier recensement exhaustif entrant dans le cadre du nouveau dispositif a été réalisé en 2007.
En 2022, la commune comptait 232 habitants, en évolution de −0,43 % par rapport à 2016 (Calvados : +1,58 %, France hors Mayotte : +2,11 %).
Ouézy a compté jusqu'à 355 habitants en 1806.
| 1793 | 1800 | 1806 | 1821 | 1831 | 1836 | 1841 | 1846 | 1851 |
| ---- | ---- | ---- | ---- | ---- | ---- | ---- | ---- | ---- |
| 346  | 306  | 355  | 345  | 324  | 350  | 287  | 307  | 294  |

| 1856 | 1861 | 1866 | 1872 | 1876 | 1881 | 1886 | 1891 | 1896 |
| ---- | ---- | ---- | ---- | ---- | ---- | ---- | ---- | ---- |
| 307  | 240  | 229  | 224  | 219  | 186  | 221  | 204  | 215  |

| 1901 | 1906 | 1911 | 1921 | 1926 | 1931 | 1936 | 1946 | 1954 |
| ---- | ---- | ---- | ---- | ---- | ---- | ---- | ---- | ---- |
| 199  | 215  | 203  | 236  | 216  | 228  | 251  | 242  | 302  |

| 1962 | 1968 | 2006 | 2007 | 2012 | 2017 | 2022 | - | - |
| ---- | ---- | ---- | ---- | ---- | ---- | ---- | - | - |
| 215  | 191  | 233  | 238  | 217  | 239  | 232  | - | - |

### Enseignement
La base de données du ministère de l'Éducation nationale indique la présence d'une école primaire publique regroupant une école maternelle et une école élémentaire pour un total de 54 élèves (année 2017-2018) à Cesny-aux-Vignes - Ouézy.

## Culture locale et patrimoine

### Lieux et monuments

#### Monuments remarquables

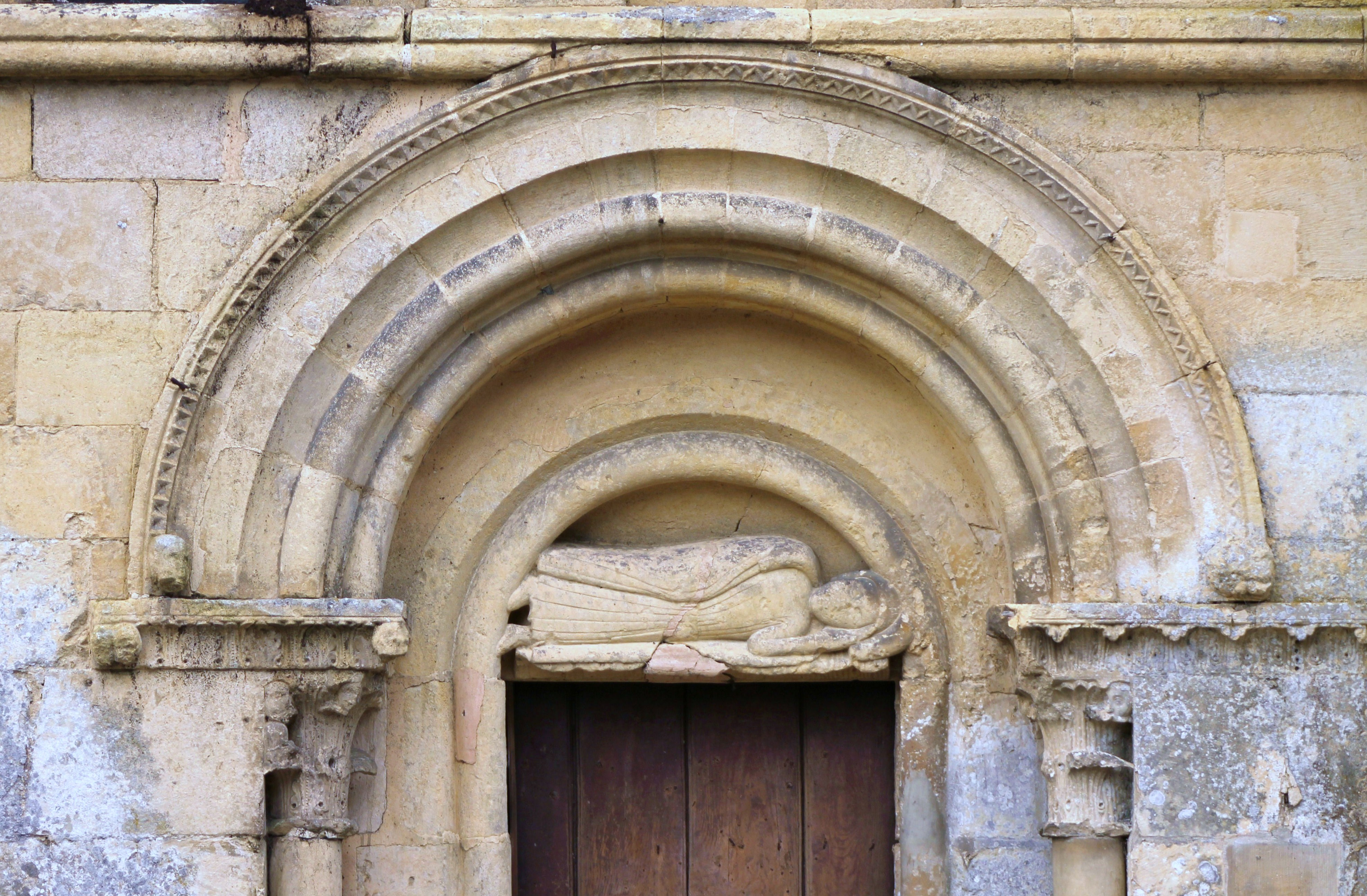
Le tympan de l'église Saint-Pierre.

La commune compte un monument répertorié à l'inventaire des monuments historiques, aucun lieu ni monument répertorié à l'inventaire général du patrimoine culturel. Par ailleurs, elle ne compte aucun objet répertorié à l'inventaire des monuments historiques et 140 objets ni à l'inventaire général du patrimoine culturel.
Le chœur du XIIe siècle de l'église Saint-Pierre est classé depuis le 31 décembre 1914. On remarque, du côté nord, une porte à plein cintre dans le tympan de laquelle est la représentation d'un moine couché et dormant. Sous l'Ancien Régime, l'abbaye de Jumièges avait le patronage de cette église. La tradition rapporte que l'église primitive d'Ouézy se trouvait à une certaine distance dans la campagne, au lieu-dit Clos Saint-Pierre. Les moines déplacèrent ensuite la paroisse dans leur propre chapelle dédiée à saint Aubin[réf. nécessaire].

#### Autres lieux et monuments
Au sud de l'église, de l'ancien prieuré, il ne subsiste qu'un bâtiment servant de corps de ferme et présentant des cheminées géminées octogones. Face à la maison d'habitation des moines existait une grange, ornée de colonnes et d'ogives, où s'entreposaient les récoltes et les dîmes relevant du prieuré.
Le buste du peintre Jules Louis Rame (1855-1927) est visible dans le cimetière d'Ouézy.
La grille monumentale du château (XVIIIe siècle) est due au maître serrurier caennais, Jules Lechevrel, nommé chevalier de la Légion d'honneur à 90 ans. Reconverti en colonie de vacances puis en centre de cure, le château était, à la fin du XIXe siècle, propriété de William, comte de Bonchamps.
Quatre sépultures franques ont été mises au jour en 1982 à proximité du CD 47. Elles contenaient quatre squelettes en assez bon état de conservation ainsi qu'une fibule en arbalète en bronze pouvant dater de la seconde partie du Ve siècle.

### Personnalités liées à la commune

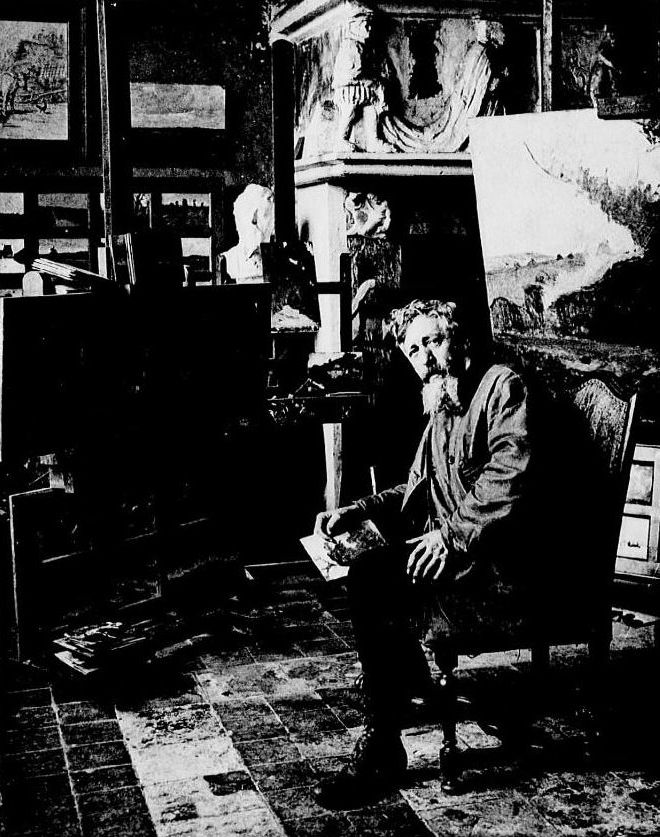
Jules Louis Rame.

- Raoul de la Rivière fait don de ses terres d'Ouézy à l'abbaye de Jumièges en juin 1270[48].
- Nicolas du Bourget, sieur de Chaulieu (né à Caen en 1642, mort à Ouézy en 1721). Il s'installa dans la paroisse en 1705 par l'acquisition de terres appartenant à Georges Le Sueur. Poète latin, ses œuvres ont été imprimées à Caen chez Jean Cavelier et Richard Poisson (in-8)[49].
- Jean-Baptiste-François de Picquot d'Ouézy, descendant d'un frère de Jeanne d'Arc, Pierre d'Arc, chevalier du Lys.
- Georges-Fernand Dunot, baron de Saint-Maclou (né le 1er juillet 1825 à Ouézy, mort le 10 septembre 1891 à Lourdes). Sa famille s'était illustrée dans les guerres de la Ligue et comptait 22 militaires tués sur les champs de bataille. Il fut élève de l'école spéciale militaire de Saint-Cyr d'où il sortit avec le no 9 mais une santé précaire lui fit abandonner le métier des armes. Il se tourna alors vers la médecine et fut d'abord reçu officier de santé à 31 ans. Puis il obtint son doctorat à la faculté de Louvain. Membre de la Société des antiquaires de Normandie, il donne notamment une étude sur les combats de la Dive en 945[50]. En 1873, il fonde La Semaine religieuse de Nice avant de créer à Lourdes le Bureau de constatations des guérisons[51].
- Jules Louis Rame (1855-1927), peintre, né et mort à Ouézy.
- Gabriel Desrivières (1857-1931), artiste-peintre né à Paris, installé à Ouézy, où il meurt le 1er octobre 1931, membre de la Société des beaux-arts de Caen dès 1897.
- Léandre Anicet Fallou (1912-2000), capitaine de réserve de l'Armée de l'air, officier de la Légion d'honneur, médaillé de l'Aéronautique. Il effectua, en 1949, le premier ravitaillement de l'expédition Paul-Émile Victor. Il est mort à Ouézy.

### Héraldique
| Blason de Ouézy | Blason  | Coupé ondé : au 1er parti au I de gueules à deux léopards d'or, armés et lampassés d'azur, l'un au-dessus de l'autre, au II d'or à un crosseron de sable, au 2e d'azur à trois clés d'argent. |
| Blason de Ouézy | Détails | Les deux léopards d'or sur champ de gueules rappellent les armoiries de la Normandie. Le statut officiel du blason reste à déterminer.                                                        |